# Consejo Nacional de la Juventud de Aragón
El Consejo Nacional de la Juventud de Aragón (CNJA; Consello Nazional d'a Chobentú d'Aragón en idioma aragonés, Consell Nacional de la Joventut d'Aragó en idioma catalán) fue una entidad creada en 1985 por ley en las Cortes de Aragón. Su función era la de actuar como organismo relacional en los asuntos de Juventud. De entre sus finalidades destacan el fomento el asociacionismo juvenil, la defensa de los intereses globales de la juventud, la coordinación de acción conjunta de asociaciones juveniles y la dinamización de la juventud para el desarrollo cultural, político, social y económico de Aragón.
La entidad se estructuraba en dos órganos: la Asamblea y la Comisión Permanente.
El CNJA trabajaba sobre diversas áreas en Aragón, desde salud hasta integración, y era miembro del Consejo de la Juventud de España. De entre sus campañas destacan los estudios presentados junto al Justicia de Aragón sobre juventud, deporte e idiomas, las numerosas reivindicaciones en pro por una vivienda digna y  denuncias de la precariedad laboral que sufre la juventud. 
En el año 2015, una Ley aprobada en las Cortes de Aragón por el PP y el PAR (que en ese momento gobernaban en coalición en la región) disolvió el Consejo como órgano independiente. No obstante, el Consejo llevaba un año disuelto de facto debido a la inexistencia de convenio entre el Consejo y el Gobierno autonómico como parte de las políticas austericidas del PP.
En 2021 se presentó una ley para proceder a la creación de un nuevo Consejo de la Juventud de Aragón. 